# Parlamentswahl im Kosovo 2025
- VV: 48
- Minderh.: 11
- SL: 9
- LDK: 20
- AAK: 8
- PDK: 24

Die Parlamentswahl im Kosovo 2025 fand am 9. Februar 2025 statt.

## Ausgangslage
Bei der Wahl 2021 wurde VV mit Abstand stärkste Kraft. Die PDK landete mit vier Prozentpunkten Verlusten auf Platz zwei während die LDK ihr Ergebnis fast halbierte und nur 12,7 % der Stimmen bekam.
Das Resultat erlaubte VV eine Regierungsbildung ohne Beteiligung der Traditionsparteien LDK, PDK und AAK. Nachdem sich das Parlament am 22. März 2021 konstituiert hatte, bestätigte sie am gleichen Tag noch die neue Regierung von Albin Kurti (Kabinett Kurti II). Die Regierung von Vetëvendosje wurde dabei von neun der zehn Abgeordneten der nicht-serbischen Minderheitenparteien unterstützt.

## Ergebnis
| Listen                                                   | Stimmen   | %    | Mandate |
| -------------------------------------------------------- | --------- | ---- | ------- |
| Lëvizja Vetëvendosje!                                    | 396.787   | 42,3 | 48      |
| Partia Demokratike e Kosovës                             | 196.474   | 20,9 | 24      |
| Lidhja Demokratike e Kosovës                             | 171.357   | 18,3 | 20      |
| Aleanca për Ardhmërinë e Kosovës – Nisma Socialdemokrate | 66.256    | 7,1  | 8       |
| Srpska lista                                             | 39.915    | 4,3  | 9       |
| Koalicioni për Familje (Aleanca Kosova e Re – JD – LF)   | 20.023    | 2,1  | –       |
| Kosova Demokratik Türk Partisi                           | 4.824     | 0,5  | 2       |
| Iniciativa e Re Demokratike e Kosovës                    | 4.688     | 0,5  | 1       |
| Nova Demokratska Stranka                                 | 4.158     | 0,4  | 1       |
| Za slobodu, pravdu i opstanak                            | 4.139     | 0,4  | 1       |
| Koalicija Vakat                                          | 3.471     | 0,4  | 1       |
| Srpska demokratija                                       | 3.271     | 0,3  | –       |
| Partia Liberale Egjiptiane                               | 3.251     | 0,3  | 1       |
| Socijaldemokratska Unija                                 | 3.042     | 0,3  | 1       |
| Partia e Ashkalinjëve për Integrim                       | 2.196     | 0,2  | 1       |
| Sonstige                                                 | 13.967    | 1,5  | 2       |
| Unabhängige                                              | 191       | 0,0  | –       |
| Gesamt                                                   | 938.010   | 100  | 120     |
|                                                          |           |      |         |
| Wahlberechtigte                                          | 1.970.944 |      |         |
|                                                          |           |      |         |
| Quelle: Komisioni Qëndror i Zgjedhjeve                   |           |      |         |

## Weblink
- tagesschau.de: Kurtis Bewährungsprobe (9. Februar 2025)